# Olivier Grégoire
Olivier Grégoire ( the OG) est un ludothécaire et auteur de jeux de société franco-belge né en 1971 à Metz. Il anime une chronique ludique à la RTBF mais est aussi formateur et est chargé de projet à Ludeo, Centre de ressources ludiques de la Cocof.

## Biographie
Olivier Grégoire est né à Metz en 1971.
Il réalise ses études à l'Institut des arts de diffusion à Louvain-la-Neuve. Après quelques années passées au Vietnam, il s'installe à Bruxelles et travaille à peu près 10 ans dans le monde de l'audiovisuel et notamment à la RTBF.
Il devient membre de Ludo ASBL et anime bénévolement des ateliers ludiques dans diverses écoles. Il a également participé à des recherches autour du jeu, notamment lors de la recherche sur les plaisirs du jeu avec Nicolas Ovigneur.

## Réalisations
Olivier Grégoire a réalisé plusieurs jeux, :

### Seul
- 2016 : Dreams, illustré par Miguel Coimbra et Tina Kothe, édité par Zoch
- 2018 : Hope, illustré par Marcelo Bastos, édité par Morning
- 2022 : Tiwanaku, illustré par Raphaël Samakh, édité par Sit down!

### Avec Thibaut Quintens
- 2015 : Aya, illustré par Julien Hanoteaux et Cédric Michiels, édité par Act in games
- 2015 : Piratooons, illustré par Amandine Flachau, Antoine Petit et Nina Clauzel, illustré par Act in Games (Finaliste du prix Joker catégorie famille)[7]

### Avec Geoffroy Simon
- 2023 : prototype de Flying Circus (prix Ludinord - Enfants)